# Zaak-Arcopar
De zaak-Arcopar is een onbeslecht en complex financieel schandaal in België dat in 2013 aan het licht kwam met politieke impact waardoor toenmalig minister van Financiën Steven Vanackere ontslag nam uit de federale regering.

## Geschiedenis
De groep Arco is in 1935, na de bankencrisis van 1934, ontstaan uit een groep Christelijk geïnspireerde verbonden gelinkt aan de Belgische Arbeiderscoöperatie (BAC) en is sindsdien systematisch gegroeid. De groep investeerde sinds 2003 ook in andere (industriële) activiteiten, zoals Elia, Retail Estates, Home Invest, via de GIMV in DG Infra en via de Gemeentelijke Holding en GVA in Dexia Immorent.
Arcopar was de naam van een van de particuliere coöperatieve aandelen van de Groep Arco die werden verkocht aan privé-klanten van de bank BACOB. Andere onderdelen van de groep waren Arcofin, Arcoplus en Arcosyn. Het geld moest hoofdzakelijk dienen als kapitaalsverhoging voor het ontwikkelen van nieuwe bankactiviteiten. Klanten kregen hierdoor ook voordelen zoals een goedkopere lening, een gratis zichtrekening en kortingen bij partners. Veel van deze klanten waren lid van het ACW, de koepel van de christelijke werknemersorganisaties. BACOB ging in 2001 op in Dexia en toen Dexia in 2011 failliet ging werden deze aandelen na 1 april 2011 niet meer genoteerd. Het ging over in totaal 800.000 klanten.
Op 8 december 2011 besliste de buitengewone algemene vergadering om in vereffening te gaan. Sindsdien is de vereffening lopende. Aandeelhouders kunnen niet uittreden en er is geen indicatie dat de aandeelhouders zullen worden vergoed.
Arcosyn ging in vereffening op 25 februari 2021 omdat er geen rechtszaken waren en er geen particulieren bij betrokken waren. De voornaamste schuldeisers waren Belfius, Arcopar en Arcofin. De vereffenaars waren Ludo Foqué en de ex-CEO Francine Swiggers en ex-bestuurder Marc Tinant.

## Politieke implicaties
De regering-Leterme II kondigde in 2009 een staatsgarantie aan zoals die al bestond voor gereglementeerde spaarboekjes. Dit werd uiteindelijk geïmplementeerd via de koninklijke besluiten van 10 oktober 2011 en 7 november 2011 voor natuurlijke personen als coöperant van coöperatieve aandelen. Hiermee wilde de overheid voorkomen dat de aandeelhouders massaal hun aandeel zouden opvragen, wat de stabiliteit van Dexia verder had kunnen aantasten. Deze waarborgregeling werd later betwist door de Raad van State, het Grondwettelijk Hof en het Europees Hof van Justitie. Op basis van deze adviezen heeft de Raad van State op 6 maart 2018 beslist tot vernietiging van de waarborgregeling wegens discriminatie.
Begin 2013 werd beweerd dat Arco zelf meegeschreven zou hebben aan deze waarborgregeling.
Minister van Financiën Steven Vanackere (CD&V), zelf een ACW'er, lag in deze zaak onder vuur omdat hij volgens de N-VA weet had van een geheime, lucratieve deal rond winstbewijzen tussen het ACW en Belfius, de opvolger van Dexia, dat na het faillissement in handen kwam van de federale overheid en dus onder toezicht kwam van Vanackere. Het ACW gaf Belfius bij deze deal een eeuwigdurende lening, waarop Belfius een grote interest betaalde. Door de oppositie werd geopperd dat het om een vriendendienst zou gaan, ten voordele van het ACW, dat via CD&V vertegenwoordigd wordt in de Belgische politiek.
N-VA betichtte het ACW van belastingontduiking en diende klacht in bij het parket. N-VA-adviseur Bart Van Reeth, zelf Arcoparlid, eiste inzage in de jaarrekeningen van de Arcogroep en vroeg ook op legitieme wijze de verslagen van de algemene en buitengewone algemene vergaderingen van de groep op. Dat recht werd hem geweigerd, waardoor Van Reeth in een rechtstreeks conflict met Arco-voorzitter Francine Swiggers terechtkwam. Die laatste gaf uiteindelijk toe en stuurde Van Reeth de volgens haar vertrouwelijke documenten toe. Alleen bleken dit niet de juiste en fel verouderde documenten te zijn en daardoor van generlei waarde. N-VA-Kamerlid Peter Dedecker trok hierop naar de plenaire zitting van de Kamer van volksvertegenwoordigers en riep de regering ter verantwoording.
Ook Vanackeres communicatie bracht hem in moeilijkheden: hij hield vol dat een bestuurder van Belfius geen lid was van zijn kabinet, ook al moest hij erkennen dat de betrokkene – die wel nog lid was geweest van het kabinet van diens voorganger Reynders – een bureau en een mailadres had dat verwees naar dat kabinet. Vanackere ontkende echter iets met de winstbewijzen te maken te hebben, maar nam toch ontslag op 5 maart 2013. Naar eigen zeggen belemmerden de insinuaties hem in zijn werk en gingen ze zijn incasseringsvermogen te boven.

## Rechtszaken
In 2011 beloofde de regering, ACW (Beweging.net) en Dexia (Belfius) een compensatie voor de gedupeerden. Maar deze regeling werd door de Europese Commissie op 3 juli 2014 verworpen als zijnde illegale staatssteun. Arco moest de staatssteun terugbetalen en  de overheid mocht de gedupeerden niet vergoeden. De Belgische staat en Arco zijn hiertegen in beroep gegaan op 15 september 2014 bij het Europees Hof van Justitie in Luxemburg. Op 9 februari 2018 is het beroep van Arco verworpen en op 7 december 2018 vernietigde het hof het verbod van de overheid tot het vergoeden van de coöperanten.
In afwachting van een definitieve beslissing daaromtrent, hebben de gedupeerden actiegroepen opgericht. Deze actiegroepen hebben gezocht naar instanties die hun belangen kunnen verdedigen. Deminor komt op voor een 2400-tal gedupeerden, hun proces voor de ondernemingsrechtbank begon in juni 2021. vzw Arcoclaim opgericht op 19 december 2018 komt op voor een 10.000-tal gedupeerden bij de rechtbank van eerste aanleg. Dit proces zal op een later tijdstip plaats hebben. In het proces van Deminor zal ook advocaat Geert Lenssens (SQ-Law) pleiten als vertegenwoordiger van Arcoclaim.
Deminor beweert dat Francine Swiggers de balans van Arco zou gemanipuleerd hebben door het eigen vermogen van Dexia in aanmerking te nemen i.p.v. zich te baseren op de beurskoers van Dexia. Swiggers reageerde met een dubbele tegenvordering: roekeloos geding en een valsheidsprocedure, dewelke ze gewonnen heeft.
Begin november 2021 heeft de ondernemingsrechtbank de procedure van de 2.100 Arco-coöperanten als onontvankelijk verklaard omdat niet iedere coöperant individueel het bewijs heeft geleverd dat bedrieglijke, misleidende of foutieve informatie door Dexia werd verstrekt naar aanleiding van de aankoop van aandelen.

## Erfenissen
Bij erfenissen moeten Arco-aandelen worden aangegeven "pro memorie", om financiële boetes te vermijden.